# Edouard Silas

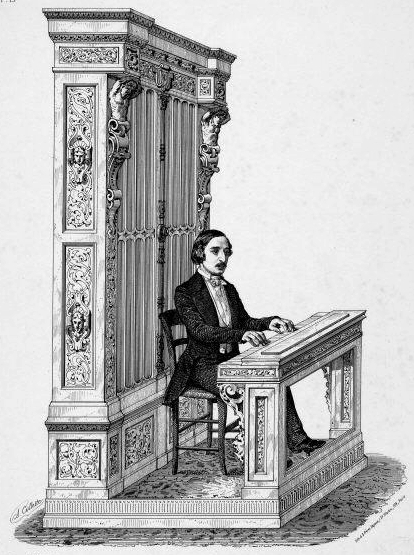
Silas getekend door Alexandre Colette in circa 1849

Eli (Edouard) Silas (Amsterdam, 22 augustus 1827 – Londen, 8 februari 1909) was een Nederlands componist en organist.
Hij was zoon van koopman Samuel (Philip) Silas en Klara Boas, wonende aan het Rokin. Zus Sophia/Sophie Silas (Mannheim, 1834) was enkele jaren pianiste na een studie in Parijs. 
Eli was er jong bij, want speelde al op jeugdige leeftijd mee in diverse ensembles. Hij kreeg in die dagen les in Mannheim, alwaar het gezin was neergestreken. Hij kwam in 1838 nog terug naar zijn geboortestad en speelde in de Duitse Schouwburg, de pers noemde hem een muzikaal wonderkind. In 1840 werd een concert van hem aangekondigd als zijnde van een pianovirtuoos.  Vanaf 1842 studeerde hij aan het Conservatorium van Parijs bij Friedrich Kalkbrenner, François Benoist en Jacques Fromental Halévy. In die periode wijzigde hij waarschijnlijk zijn roepnaam. Hij kreeg daar in 1849 een eerste prijs voor orgelspel, voor Camille Saint-Saëns die tweede werd en acht jaar ouder was. In datzelfde jaar trad hij op in Felix Meritis. Hij vestigde zich in 1850 in Londen, alwaar hij organist werd van de katholieke kerk in Kingston upon Thames; hij gaf ook les aan de Guildhall School of Music en de Royal Academy of Music in Londen.
Alhoewel hij organist was componeerde hij binnen allerlei genres. Zo zijn er drie symfonieën van hem bekend, pianoconcerten, het oratorium Josuah (uitgevoerd in Norwich), cantates, strijkkwartetten en natuurlijk ook werken voor orgel solo. Zijn Symfonie in A opus 19 haalde een uitvoering in Crystal Palace; ook zijn Fantasia is daar uitgevoerd. De bronnen vermeldden voorts nog een opera onder de titel Nitocris. Een mis van hem haalde een muziekprijs in Leuven. Verder publiceerde hij een leerboek onder de titel Harmony.